# Stade de Lichtenberg
Le stade de Lichtenberg est un ancien stade situé à Berlin, en Allemagne. Ouvert en 1920, il est fermé en 1973 puis laissé à l'abandon depuis 1990.

## Localisation
Le stade est situé dans le quartier de Berlin-Lichtenberg.

## Galerie

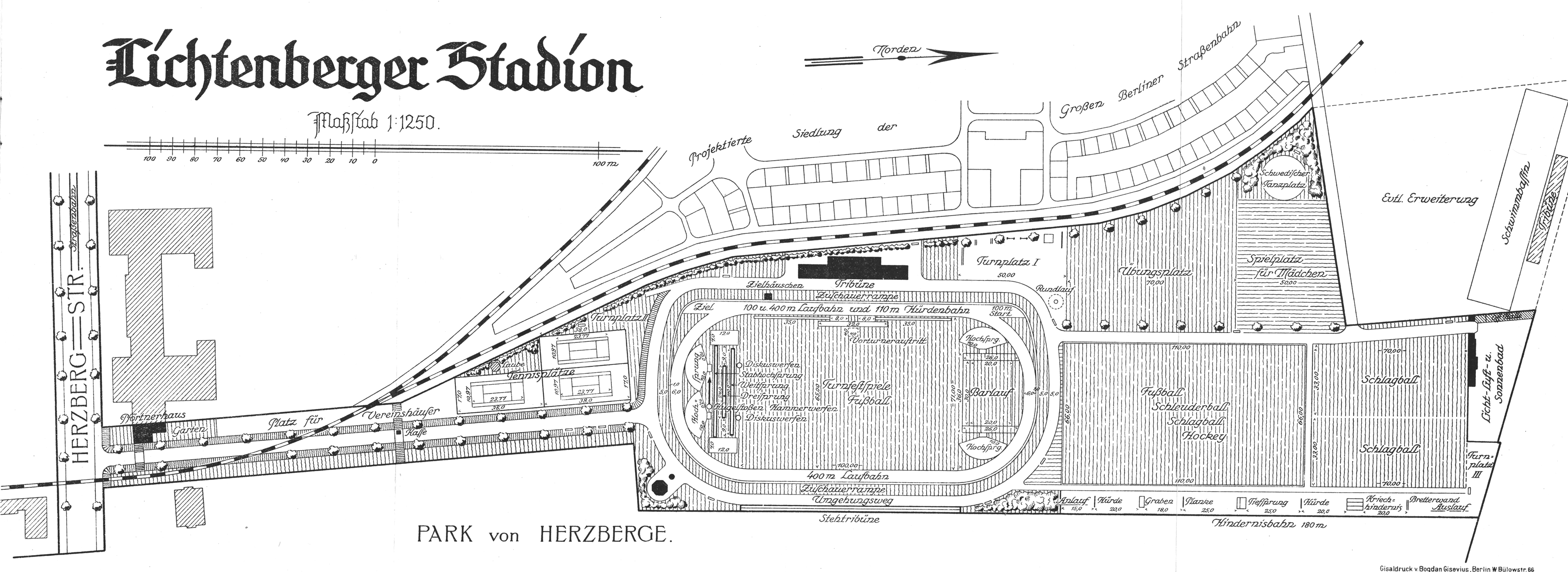
Plan de 1920.
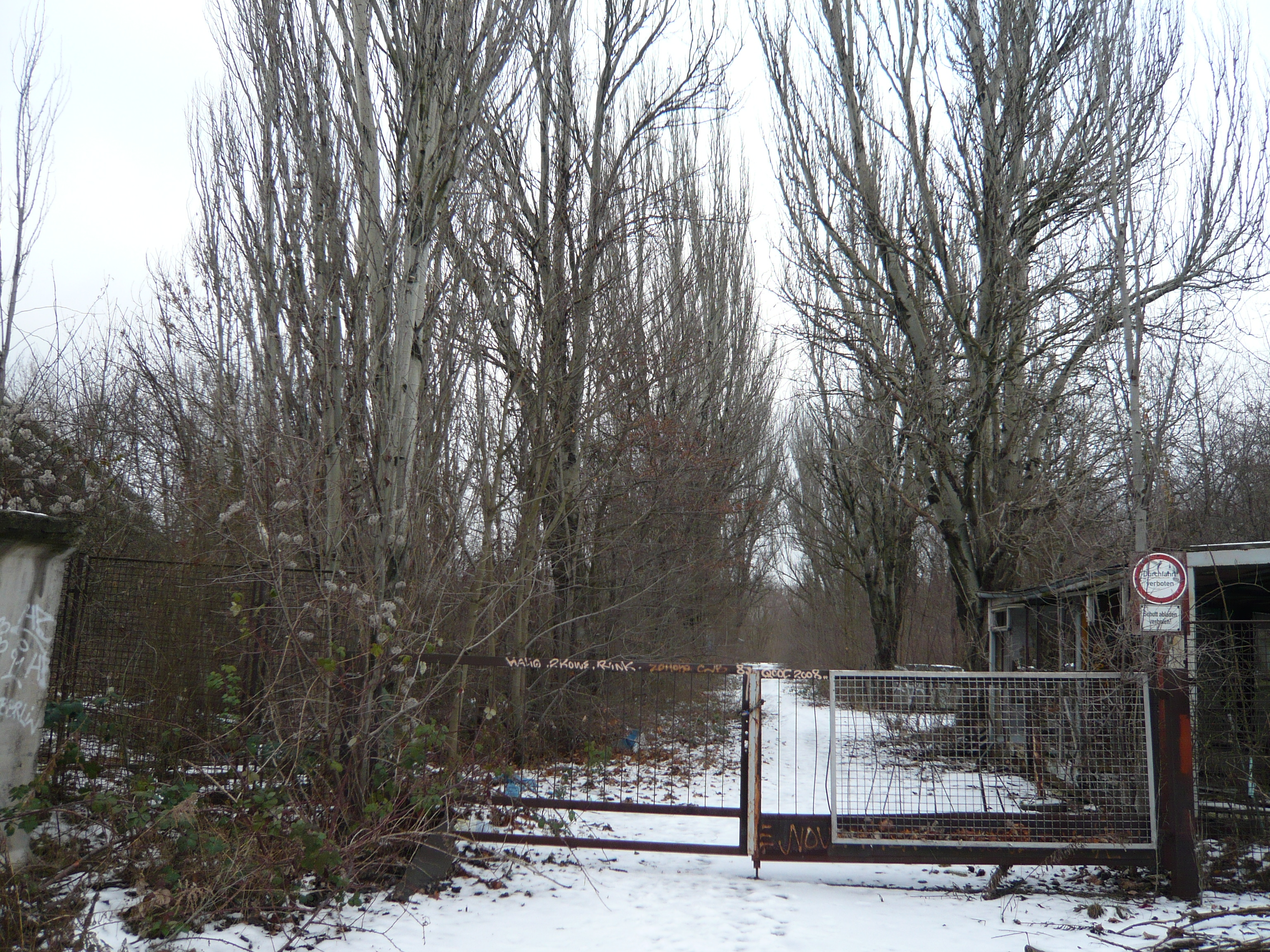
Porte d'entrée en 2009.
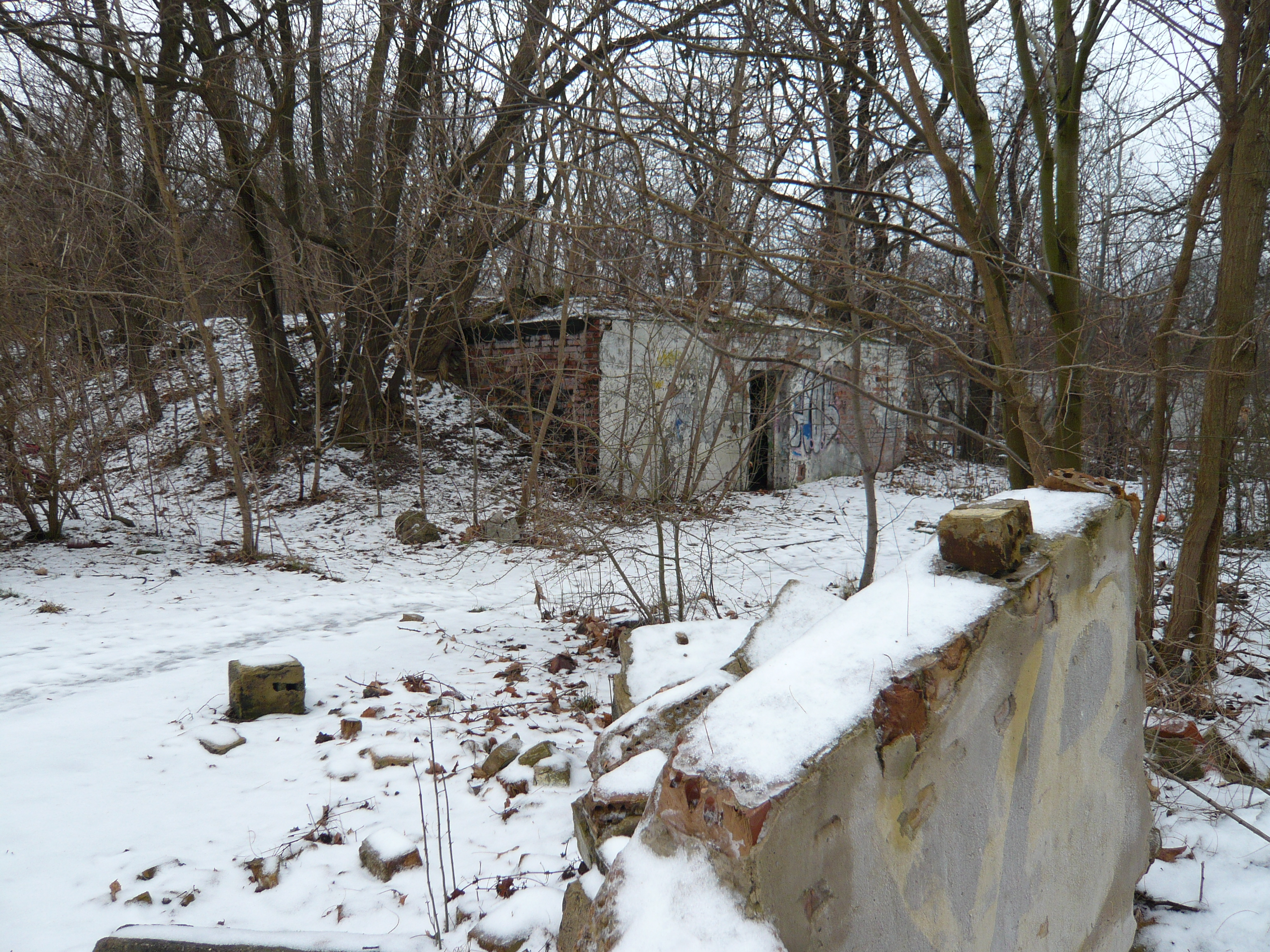
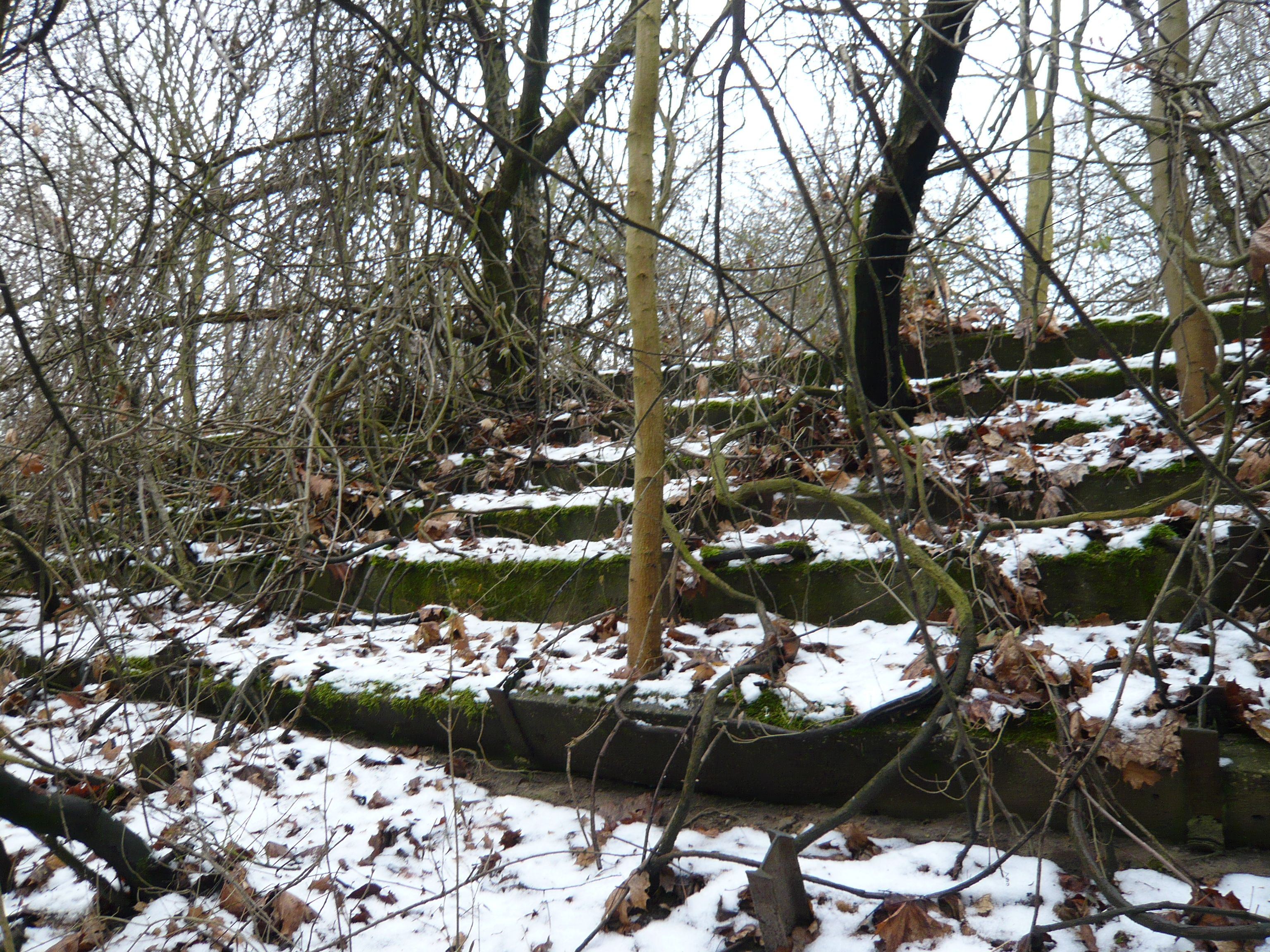
Tribunes recouvertes de végétation.

## Sources
- (de) Cet article est partiellement ou en totalité issu de l’article de Wikipédia en allemand intitulé « Lichtenberger Stadion » (voir la liste des auteurs).